# Дурсункёй
Дурсункёй (тур. Dursunköy) — махалле (квартал) в европейской части Турции. Расположен на полуострове Пашаэли, к югу от озера Дурусу, между махалле Яссыорен и Хадымкёй. Административно относится к району Арнавуткёй в иле Стамбул.